# Прапор Андріївки
Пра́пор Андрі́ївки затверджений 12 листопада 2004 р. рішенням Андріївської сільської ради.

## Опис прапора
Прямокутне полотнище із співвідношенням сторін 2:3 поділене по діагоналі із верхнього вільного кутка на верхню червону і нижню блакитну частини. У першій частині жовте гроно винограду з двома листками. У другій частині біла яхта із білим вітрилом і блакитною літерою А та білим вимпелом, вздовж нижнього краю дві білі вузькі хвилясті смужки.